# Balclutha batuensis
Balclutha batuensis är en insektsart som beskrevs av Knight 1987. Balclutha batuensis ingår i släktet Balclutha och familjen dvärgstritar. Inga underarter finns listade i Catalogue of Life.